# Gerd Ruge
Gerd Ruge (ur. 9 sierpnia 1928 w Hamburgu, zm. 15 października 2021 w Monachium) – niemiecki dziennikarz prasowy i telewizyjny, pisarz, filmowiec. Jako dziennikarz był związany z publicznymi nadawcami Nordwestdeutscher Rundfunk (NWDR), Arbeitsgemeinschaft der öffentlich-rechtlichen Rundfunkanstalten der Bundesrepublik Deutschland (ARD) i Westdeutscher Rundfunk (WDR). W swojej ponad 50-letniej karierze pisał reportaże z wielu krajów, w tym z byłego Związku Radzieckiego, Chin, Stanów Zjednoczonych i Afganistanu.

## Biografia
Ruge urodził się w Hamburgu 9 sierpnia 1928 roku. Jego kariera dziennikarska rozpoczęła się w 1949 roku w hamburskiej stacji publicznej NWDR. W następnym roku został pierwszym niemieckim dziennikarzem z wizą do pracy w Jugosławii. Był pierwszym korespondentem informacyjnym niemieckiej telewizji narodowej ARD w Moskwie w latach 1956–1959 i pracował jako korespondent ARD w Stanach Zjednoczonych w latach 1964–1969, stając się głównym korespondentem politycznym ARD w 1970 roku.
Podczas swojego pobytu w Moskwie pod koniec lat pięćdziesiątych poznał rosyjskiego pisarza Borisa Pasternaka w małym miasteczku poza Moskwą i obaj zostali bliskimi przyjaciółmi, a Ruge nawet nazwał swojego syna Borysa imieniem autora. Pasternak popadł jednak w niełaskę Kremla i zmuszony do zwrotu literackiej Nagrody Nobla. Ruge opuścił kraj na dwa dni przed deportacją. W 1968 Ruge był w Stanach Zjednoczonych i informował o zabójstwie amerykańskiego senatora Roberta F. Kennedy’ego, którego znał osobiście. W tym samym okresie doniósł również z Memphis w stanie Tennessee o zabójstwie przywódcy praw obywatelskich, Martina Luthera Kinga.
Na początku lat 70. przeniósł się do Bonn jako dyrektor publicznej stacji WDR z siedzibą w Bonn. Od 1973 do 1976 pisał do niemieckiej gazety Die Welt, gdzie był korespondentem z Pekinu. W tym czasie był także gościnnym wykładowcą na Uniwersytecie Harvarda. Następnie pracował dla ARD i WDR w różnych rolach, w tym jako szef ARD Studio w Moskwie od 1987 do 1993 r. Ruge przeszedł na emeryturę we wrześniu 1993. Pisząc o jego przejściu na emeryturę, niemiecka gazeta Der Spiegel nazwała go jednym z niewielu wyróżniających się reporterów w Niemczech, a szczególnie zwróciła uwagę na jego niski głos i spokojny, wyjaśniający ton, który wnosił do swoich reportaży. W latach 1997–2001 wykładał jako profesor dziennikarstwa telewizyjnego w Hochschule für Fernsehen und Film München.

## Życie osobiste
Ruge po raz pierwszy poślubił Fredeke Gräfin von der Schulenburg, córkę Fritza-Dietlofa von der Schulenburga. Para miała dwoje dzieci, córkę Elisabeth Ruge, wydawcę i agenta literackiego oraz syna Borisa Ruge, niemieckiego dyplomatę. Ruge następnie poślubił autorkę Lois Fisher-Dietzel. Jego trzecie małżeństwo było z Irmgard Eicher, z którą był żonaty do śmierci. Para mieszkała w Monachium po przejściu na emeryturę. Mieli także domek na plaży na Cyprze, w którym spędzał dwa miesiące każdego roku.
Gerd Ruge zmarł w Monachium 15 października 2021 roku w wieku 93 lat.